# Rivière Nicolet Nord-Est
Pour les articles homonymes, voir Nicolet.
La rivière Nicolet Nord-Est est un affluent de la rive ouest de la rivière Nicolet Centre, laquelle se déverse dans la rivière Nicolet Sud-Ouest (bassin versant de la rivière Nicolet). Elle se déverse dans la municipalité de Wotton, dans la municipalité régionale de comté (MRC) de Les Sources, dans la région administrative de l'Estrie, au Québec, au Canada.

## Géographie
Les principaux bassins versants voisins de la rivière Nicolet Nord-Est sont :
- côté nord : rivière Nicolet, ruisseau Laflamme ;
- côté est : rivière Nicolet, ruisseau Turgeon ;
- côté sud rivière Nicolet Centre ;
- côté ouest : rivière Nicolet Sud-Ouest.

La rivière Nicolet Nord-Est prend sa source dans le 3e rang de la municipalité de Saint-Adrien, presque à la limite de Notre-Dame-de-Ham. Sa source est située près du chemin du Rang IIe siècle
Les principaux affluents de la rivière Nicolet Nord-Est sont la rivière à Bissonnette et la rivière chez Larrivée.
La rivière Nicolet Nord-Est se déverse sur la rive nord de la rivière Nicolet Centre à 1,4 km en amont de l'embouchure de cette dernière et 0,7 km en aval de la confluence du ruisseau Duchesne.

## Toponymie
Le toponyme Rivière Nicolet Nord-Est a été officialisé le 5 décembre 1968 à la Commission de toponymie du Québec.